# Bariolakargiïta
La bariolakargiïta és un mineral de la classe dels òxids que forma part del supergrup de la perovskita.

## Característiques
La bariolakargiïta és un òxid de fórmula química BaZrO₃. Va ser aprovada com a espècie vàlida per l'Associació Mineralògica Internacional en el mes de maig de l'any 2025. Encara resta pendent de publicació. Cristal·litza en el sistema isomètric.
L'exemplar que va servir per a determinar l'espècie, el que es coneix com a material tipus, es troba conservat a les col·leccions del Museu Mineralògic Fersmann, de l'Acadèmia de Ciències de Rússia, a Moscou (Rússia), amb el número de registre: 6236/1.

## Formació i jaciments
Va ser descoberta a la conca de l'Hatrurim, al Consell Regional de Tamar (Districte del Sud, Israel), sent aquest indret l'únic de tot el planeta on ha estat descrita aquesta espècie mineral.